# 彼得·波特

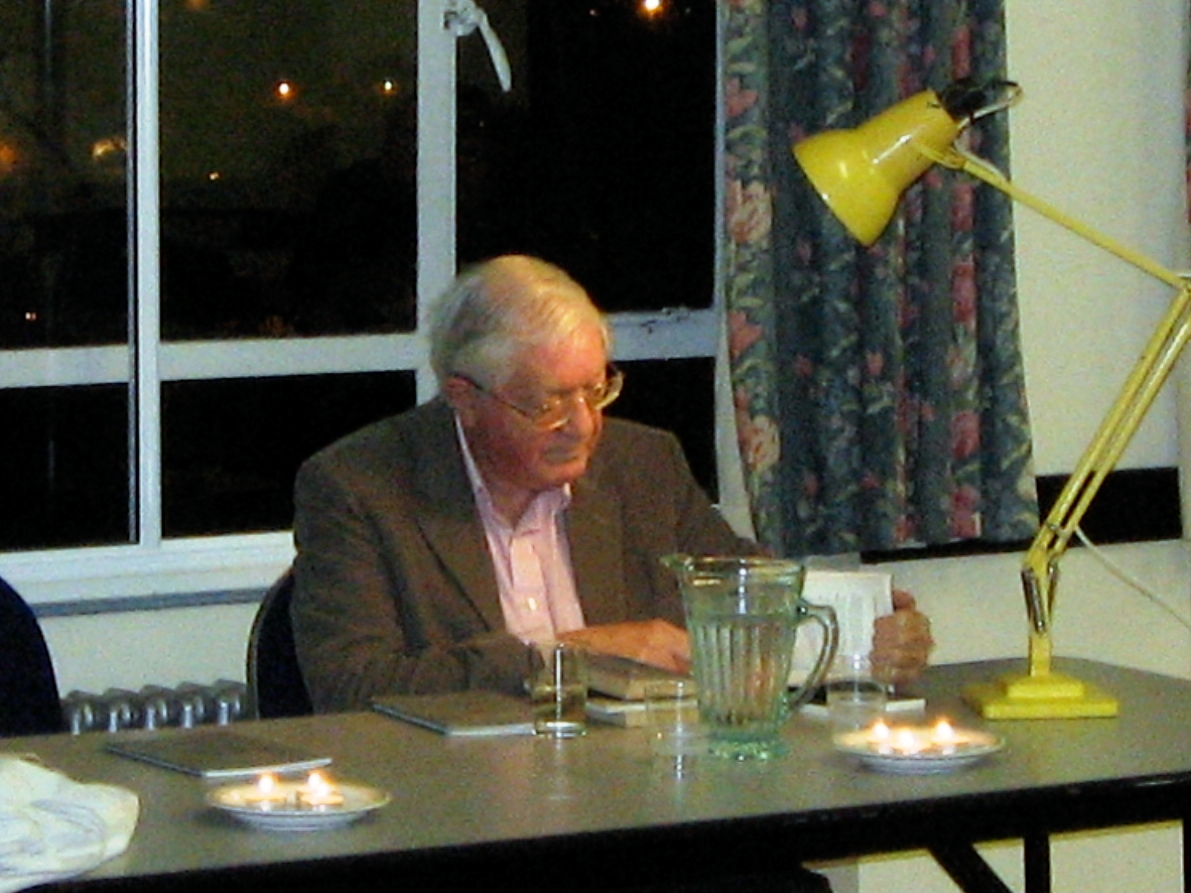
彼得·波特

彼得·波特OAM （1929年2月16日 – 2010年4月23日）是一位澳大利亚诗人。
波特生于澳大利亚布里斯班。1951年，他前往英国。彼得·波特分别於1988年和2002年獲得科斯塔圖書獎和前进诗歌奖。
2001年，他成为皇家阿爾伯特音樂廳的驻场诗人。  2004年獲頒澳大利亞勳章。
2010年4月23日，已罹患肝癌一年的彼得·波特去世，享年81岁。 他的墓地位於海格特公墓的东侧。